# Dorcadion sevliczi
Dorcadion sevliczi là một loài bọ cánh cứng trong họ Cerambycidae.